# Меморандум Квіллера
«Меморандум Квіллера» (англ. The Quiller Memorandum) — британський політичний трилер, поставлений в 1966 році режисером Майклом Андерсоном.

## Сюжет
Після вбивства двох секретних британських агентів завдання викрити керівників неонацистської організації в Берліні отримує американський секретний агент Квіллер. Користуючись підказками загиблого попереднього агента, Квіллер виходить на молоду вчительку Інке Ліндт, яка може допомогти йому в подальшому розслідуванні.
Наступного дня Квіллер перед входом в готель зіштовхується з невідомим чоловіком, а потім під час руху на машині відчуває себе зле, зупиняється на світлофорі, де до нього в машину сідає незнайомий чоловік і бере на себе керування автомобілем. Приходить до тями Квіллер вже у сховищі неонацистів, де їхній керівник Октобер, використовуючи наркотик, починає допит. Квіллер втрачає над собою контроль, але йому вдається не виказати свою місію та розташування свого керівництва. Несподівано Квіллера відпускають, але продовжують стежити за ним. Йому вдається відірватися від переслідувачів.
Наступного дня посередник влаштовує зустріч Квіллера зі своїм керівником Полом. Квіллер повідомляє Полу, що керівником організації є Октобер, але місце розташування центру йому поки що невідоме. Після цього Квіллер проводить час з Інке, і, здається, між ними виникла симпатія. Інке говорить, що допомогти знайти Октобера може друг її покійного батька. Увечері Квіллер зустрічається з тим другом, і він відвозить Квіллера та Інке на одну з вулиць міста, де до них підсідає директорка школи Інке і повідомляє, що схованка неонацистів знаходиться у сусідньому будинку. Після цього директорка та друг відїжджають, а Квіллер йде, щоб переконатися, що в тому будинку справді розташовується центр неонацистів. Інке залишається в машині чекати його. В будинку Квіллер знов потрапляє до рук неонацистів, які схопили вже і Інке. Октобер погрожує вбити Інке, якщо Квіллер до світанку не викаже місце розташування свого керівництва. Квіллер виходить з будинку, і за ним слідкують переслідувачі, не даючи змоги зв'язатися з ким-небудь по телефону. В готелі Квіллеру вдається непомітно проникнути в гараж, де під днищем свого автомобілю він виявляє закладений вибуховий пристрій. Він підриває автомобіль, імітуючи власну смерть, після чого повідомляє Полу, де розташовується центр неонацистів, і їх негайно заарештовують. Але Інке між ними немає: Октобер її відпустив після повідомлення про смерть Квіллера. Вранці перед відльотом до США Квіллер зустрічається з Інке в школі, здогадуючись, що вона теж є прихильницею неонацизму.

## У ролях
| Актор           | Роль      |
| --------------- | --------- |
| Джордж Сігал    | Квіллер   |
| Алек Гіннесс    | Пол       |
| Макс фон Сюдов  | Октобер   |
| Зента Бергер    | Інке      |
| Джордж Сандерс  | Гіббс     |
| Роберт Гелпманн | Венг      |
| Роберт Флемінг  | Рашингтон |
| Пітер Карстен   | Генкель   |
| Гюнтер Майснер  | Гасслер   |

## Нагороди
На церемонії вручення премії BAFTA 1967 року фільм був номінований у категоріях «Найкращий художник-постановник», «Найкращий монтаж» та «Найкращий сценарій фільму», але не переміг. Гарольд Пінтер був номінований на премію Едгара в категорії «Найкращий сценарій фільму», але також не переміг.